# Союз баптистских церквей Камеруна
Союз баптистских церквей Камеруна (фр. Union des Églises Baptistes du Cameroun) — баптистская христианская конфессия в Камеруне.
Союз входит в состав Всемирного баптистского альянса. Штаб-квартира находится в Дуале, Камерун.

## История
Союз берет свое начало в британской миссии Баптистского миссионерского общества в Бимбии (независимое государство народа исубу) в 1843 году. Миссию возглавлял ямайский миссионер Джозеф Меррик.
В 1845 году в Дуалу прибыл английский миссионер Альфред Сейкер с женой. В 1849 году Сейкер основал баптистскую церковь Вефиля.
В 1886 году, после изгнания немцами Баптистского миссионерского общества, миссионерская работа была передана Базельской миссии. В 1917 году управление миссией взяло на себя Парижское евангелическое миссионерское общество.
В 1931 году миссию взяла на себя Североамериканская баптистская конференция. В 1952 году был официально основан «Союз баптистских церквей Камеруна».
В 1957 году союз стал полностью автономным от Парижского евангелического миссионерского общества.

## Учреждения
Союз курирует 19 начальных школ, 3 средние школы, 4 института профессиональной подготовки, 2 дочерних богословских института, 4 больницы и 16 медицинских центров.

## Статистика членства
Согласно переписи верующих, опубликованной союзом в 2023 году, он насчитывает 525 церквей и 80 000 членов.

## Внешние сношения
Союз является членом Всемирного совета церквей с 1961 года.